# TRC Modena
TRC Modena, è un canale televisivo con sede a Modena, visibile nella regione Emilia-Romagna.
Trasmette per l'Emilia sul CH 46 UHF e per la Romagna CH 34 UHF in tutta la regione con LCN N° 11.
E inoltre presente nel MUX de CH 42 UHF in tutta la regione.
Da gennaio 2016 TRC è visibile anche sul canale 518 della piattaforma satellitare Sky, sui canali del digitale terrestre 11 e 15 Emilia Romagna o in live streaming.

## Storia
Fondata nel 1976 come TeleRadioCittà, in breve tempo entra nell'orbita del Partito Comunista Italiano.
Aderisce infatti ad inizio degli anni ottanta in NET-Nuova Emittenza Televisiva, consorzio delle televisioni più o meno vicine al PCI. 
Dopo il fallimento di NET, viene acquisita da Coop Estense.
Negli anni novanta acquisisce la rete locale VMT Telestar.
Nel 2006 cambia la denominazione da TeleRadioCittà a TRC Telemodena, dopo la chiusura dell'altro storico canale locale.
Nel 2014 apre una redazione a Bologna, ampliando quindi le prospettive all'ambito regionale e assumendo la denominazione TRC Modena.
Dal 2017 è confluita assieme a TeleReggio e TRC Bologna nel nuovo polo TRMedia creato da Coop Alleanza 3.0.

## Palinsesto
I principali programmi sono:
- Il Telegiornale "Edizione Regionale", su TRC Modena e TRC Bologna.
- Il Telegiornale "Edizione di Modena", su TRC Modena.
- Il Telegiornale "Edizione di Bologna", su TRC Bologna.
- TRC Sport, telegiornale sportivo su TRC Modena, TRC Bologna e TRC Sport.
- TRC Economica, su TRC Modena e TRC Bologna.
- Buone Cose, settimanale dedicato a consumi, consumatori, prodotti e produttori, condotto da Stefano Caselli.
- Custodi della Natura, approfondimento di BuoneCose, un viaggio nell'Italia della biodiversitá condotto da Federico Fazzuoli.
- Freschi di Stampa "L'edicola di TRC", programma in cui sono lette le notizie principali dei giornali nazionali e regionali.
- Detto tra noi, programma che parla di cultura, su TRC Modena, TRC Bologna e TRC Cultura.
- Spettacoli teatrali e lirici, su TRC Cultura.
- AndreaBarbiShow, su TRC Modena, TRC Bologna e TRC Cultura.
- Mo pensa te, su TRC Modena e TRC Cultura di Andrea Barbi
- Volley A1, su TRC Modena, TRV Bologna e TRC Sport.
- ZONA D di Beppe Indelicato - il calcio dilettanti dell'Emilia-Romagna in TV tutti i Lunedì
- Sonda su onda, su TRC Modena e TRC Bologna.
- CNR, telegiornale nazionale su TRC Modena e TRC Bologna.
- Coming Song, su TRC Modena, TRC Bologna e TRC Cultura.
- Ci vediamo in piazza - Diretta domenicale dalle piazze dell'Emilia Romagna, su TRC Modena e TRC Bologna.
- La finestra sul corto su TRC Modena e TRC Bologna
- Applausi su TRC Modena e TRC Bologna
- Nel 2021 "Motivi Famigliari" con Andrea Barbi, Marco Ligabue e Alberto Bertoli in onda tutti i mercoledì sera
- Nel 2023 e 2024 "Uonted, i magnifici 7 meno 2" con Andrea Barbi, Andrea Mingardi, Alberto Bertoli, Marco Ligabue e il maestro Tirelli in onda tutti i mercoledì sera.

Poi ci sono anche altri programmi trasmessi sulle varie reti.